# Женский баскетбол
Женский баскетбол — один из популярных женских видов спорта.
Впервые женский баскетбол вошёл в олимпийскую программу на XXI Олимпийских играх в 1976 году в Монреале, через 40 лет после мужского. Победила тогда команда СССР.

## История
Считается, что первый женский баскетбольный матч был проведён в США в начале 1892 года. В матче сошлись секретарши из спринфильдовского спортивного зала Юношеской христианской ассоциации (YMCA) и учительницы из нортхэмтонской Бэкингемской начальной школы.
«Матерью» же женского баскетбола называют Сенду Беренсон, которая работала учителем физвоспитания в Смитовском колледже в Нортхэмтоне, штат Массачусетс. Вела занятия в новопостроенном спортивном зале, который назывался Alumnae Gymnasium. Она провела первую официальную женскую баскетбольную игру — 22 марта 1893 года в ней сошлись ученицы 2 курса Смитовского колледжа с ученицами 1 курса, прошёл матч в тоже Alumnae Gymnasium.

## По странам

### США
Женский баскетбол очень популярен в США. В стране самый высокий уровень женского баскетбола в мире. Американская профессиональная лига WNBA (женская НБА) является местом, куда стремятся попасть лучшие игроки со всего мира.

### Россия
В России женский баскетбол далеко не так популярен, как мужской, но в целом по стране посещаемость матчей чемпионата России хорошая. Женский Чемпионат России по баскетболу (женская баскетбольная лига) является самым сильным в Европе.
Кроме того, баскетбол — один из немногих видов спорта, которые в России в школах включены в обязательную учебную программу для девочек по предмету «Физическая культура».
Российская женская баскетбольная сборная была одной из сильнейших в мире, но по состоянию на середину 2010-х годов находится на спаде.

### Израиль
Женский баскетбол очень популярен в Израиле, где в 2000-е годы чемпионство лиги обычно разыгрывали между собой «Элицур» (Рамле) и «Электра» (Рамат ха-Шарон). Кроме того, израильская баскетболистка Шай Дорон получила широкое освещение в прессе, когда в 2007 году первой из израильских женщин стала играть в США в WNBA.

### Украина
На Украине женский баскетбол был очень популярен в 1990-х годах. В 1995 году Украина впервые приняла участие в женском чемпионате Европы и с первого же раза победила. Но эта победа так и остаётся самой большой в истории украинского баскетбола, как женского, так и мужского.

## Крупнейшие соревнования

### Студенческие чемпионаты
См. «Список победителей и финалистов женского дивизиона I НАСС по баскетболу», «Национальная ассоциация студенческого спорта», «National Association of Intercollegiate Athletics», «National Junior College Athletic Association», «National Christian College Athletic Association», «Canadian Collegiate Athletic Association», «Canadian Interuniversity Sport».

### Профессиональные лиги
См. также: «Женская национальная баскетбольная ассоциация», «Женская национальная баскетбольная лига», Женская американская баскетбольная ассоциация, «Балтийская женская баскетбольная лига».
Существует несколько профессиональных женских баскетбольных лиг, в частности, в США, Европе, Японии, Англии и Австралии.

### Международные чемпионаты
См. Чемпионат мира по баскетболу среди женщин, Чемпионат Европы по баскетболу среди женщин.
Чемпионат мира по баскетболу среди женщин проводится раз в 4 года, Чемпионат Европы — раз в 2 года.

### Олимпийские игры
Женский баскетбол представлен на Олимпийских играх с 1976 года.
| 1976 подробнее | Монреаль     | СССР                 | Без плей-оффов | США         | Болгария  | Без плей-оффов | Польша      |
| 1980 подробнее | Москва       | СССР                 | 104-73         | Болгария    | Югославия | 68-65          | Венгрия     |
| 1984 подробнее | Лос-Анджелес | США                  | 85-55          | Южная Корея | Китай     | 63-57          | Канада      |
| 1988 подробнее | Сеул         | США                  | 77-70          | Югославия   | СССР      | 68-53          | Австралия   |
| 1992 подробнее | Барселона    | Объединённая команда | 76-66          | Китай       | США       | 88-74          | Куба        |
| 1996 подробнее | Атланта      | США                  | 111-87         | Бразилия    | Австралия | 66-56          | Украина     |
| 2000 подробнее | Сидней       | США                  | 76-54          | Австралия   | Бразилия  | 84-73          | Южная Корея |
| 2004 подробнее | Афины        | США                  | 74-63          | Австралия   | Россия    | 71-62          | Бразилия    |
| 2008 подробнее | Пекин        | США                  | 92-65          | Австралия   | Россия    | 94-81          | Китай       |
| 2012 подробнее | Лондон       | США                  | 86-50          | Франция     | Австралия | 83-74          | Россия      |
| 2016 подробнее | Бразилия     | США                  | 101-72         | Испания     | Сербия    | 70-63          | Франция     |